# Comeragh Mountains
Comeragh Mountains är en bergskedja i republiken Irland. Den ligger i grevskapet Waterford och provinsen Munster, i den centrala delen av landet. På bergskedjan finns främst hed och lite skog.